# Hedningarna
Hedningarna (Els pagans) és un grup musical suec format el 1987 per Björn Tollin, Hållbus Totte-Matsson i Anders Stake. Realitzen una música d'estil tradicional però amb fusions i influències del techno, el rave i altres tendències modernes. De fet, la filosofia del grup és endinsar-se en les arrels de la música nòrdica per produir un so que no segueixi les tendències actuals del folk més tradicionalista. És per això que Anders Stake es va dedicar a construir i modificar instruments tradicionals per desenvolupar un so propi i únic que, amb el temps, els situaria com a grup destacat de la nova música tradicional sueca.

## Història
En 1989 el grup va començar la seva carrera en l'àmbit del folk recollint nombrosos èxits pel seu so nou i revolucionari. Fruit d'aquesta popularitat s'edita el seu primer disc Hedningarna en el segell Alice.
El 1991 és l'any en què comença a solidificar-se la seva entitat com a grup. El segell Silence, dedicat principalment a la música folk sueca els contracta per editar el seu segon àlbum el 1992 titulat Kaksi! (Dos, en finlandès). És llavors quan s'incorporen les cantants finlandeses Sanna Kurki-Suonio i Tellu Paulasto, que confereixen al grup un so vocal adequat per a la seva proposta sonora. Ambdues, educades en el cant tradicional de la regió russa (abans finlandesa) de Karelia, despleguen un mestratge a l'hora de cantar aportant al grup un vincle amb l'ancestral que sempre havia buscat. Moltes de les cançons tradicionals d'aquest segon àlbum provenen de Karelia i estan relacionades amb antigues llegendes finlandeses, les traces de les quals es remunten a la tradició del Kalevala o cant rúnic (del finlandès runo, "cant"). D'aquí, el títol en llengua finlandesa d'aquest treball. Kaksi! suposa una fita musical, donant-se a conèixer a través dels mitjans per l'anomenat "fenomen Hedningarna". Aquest treball, amb temes de ritme trepidant, els farà mereixedors d'un Grammy suec l'any següent (1993) pel millor disc folk de l'any. Posteriorment, el quintet va peregrinant per diversos festivals com el de Roskilde aconseguint un gran ressò malgrat l'escenari petit i la poca afluència de públic.
El setembre de 1994 es consagra el grup amb el seu nou treball Trä (Fusta, en suec; joc de paraules amb tre, que en suec també vol dir tres). En aquest treball es consolida d'alguna manera aquell somni de so ancestral a través d'onze temes, alguns cantats en finlandès, uns altres en suec i un d'instrumental. Tornen a acudir al Festival de Roskilde provocant molta expectació entre els més de 20.000 assistents i ja en un escenari una mica més còmode.
A partir d'aquest moment, comencen les gires per Escandinàvia i s'edita als Estats Units un recopilatori amb temes dels dos discos realitzats com a quintet. Alhora comencen a editar-se i distribuir-se en altres països d'Europa com ara Espanya, Països Baixos, Bèlgica i Polònia i també a Àsia concretament a Tailàndia.
El 1996 és un any de canvis pel grup. Les dues cantants decideixen seguir la seva formació musical a Finlàndia i amb projectes de maternitat que les tindran allunyades de l'activitat del grup. Una altra vegada tercet, comencen a gestar el que serà el seu nou treball Hippjokk. D'una primera motivació més arrelada musicalment, Hippjokk va prenent forma i progressivament va incorporant elements musicals molt variats, la qual cosa farà que el resultat final sigui completament diferent a la idea original. Aquest treball, eminentment instrumental, incorpora (com ja es va fer en l'anterior) a Wimme Saari, un polifacètic cantant que integra a la perfecció els cants tradicionals del poble Sami, de la Lapònia finlandesa. Hippjokk també compta amb la presència del baixista Ulf Ivarsson, el qual queda fascinat per la nova sonoritat del grup, i també de l'intèrpret de didjeridú Johann Liljemark. Tots dos formaran part en el següent treball del grup. Knut Reiersrud, cèlebre guitarrista noruec, també acudeix a la trucada d'aquesta innovadora proposta durant el festival folk de Falun.
El 1999, ja sextet, Hedningarna publica el seu cinquè treball Karelia Visa on novament trobem veus, però aquesta vegada amb una variació. Tellu Paulasto ja no forma part del grup, donant pas a la jove Anita Lehtola al costat de la ja veterana Sana Kurki-Suonio. Ulv Ivarsson ja és membre oficial en aquest treball. De factura una mica més continguda, Karelia Visa és un homenatge a aquesta peculiar forma de cantar que existeix a Karelia, de la qual Hedningarna es va nodrir en el passat. És també una reivindicació a l'herència cultural finlandesa substituïda per la presència russa en aquella regió des de fa ja bastants anys.
L'any 2003 publiquen el seu últim treball, un CD recopilatori amb algunes cançons noves, Hedningarna 1989-2003. Efectuen una gira de promoció amb dues cantants fineses: Tellu Paulasto, qui ha tornat a la formació, i Lisa Matveinen.
En l'actualitat segueixen efectuant alguna gira però ja sense l'aportació de les cantants finlandeses.

## Membres
- Hållbus Totte-Mattson "Totte": guitarra morisca, llaüt, hummel, ud, viola de roda, acordió
- Björn *Tollin: pandereta, instrument de percussió, lagbordun, hummel, guitarra morisca, baix i mostres.
- Anders Stake Norudde: violins, la viola de roda moraharpa, stråkharpa (arpa d'arc), gaita sueca i flautes.
- Sanna Kurki-Suonio (fins a 2000): veu
- Tellu Paulasto / Turka (fins a 1995): veu
- Anita Lehtola (des de 1998): veu
- Ulf "Rockis" Ivarsson (des de 1996): guitarra morisca baixa, mostres
- Johann Liljemark (col·laboracions): didjeridú
- Wimme Saari (col·laboracions): veu estil joik), pandero
- Magnus Stinnerbom (des de 1999): viola de amore, viola de roda
- Christian Svensson (des de 2000): instrument de percussió

## Discografia
- 1989 - Hedningarna (Discogràfica Alice)
- 1991 - Kaksi! (Discogràfica Silence)
- 1994 - Trä (Discogràfica Silence)
- 1996 - Hippjokk (Discogràfica Silence)
- 1999 - Karelia Visa (Discogràfica Silence)
- 2003 - 1989-2003 (Discogràfica North Side)[3]
- 2012 - Och
- 2016 - Kult